# 千野隆司
千野 隆司（ちの たかし、1951年9月17日 - ）は、日本の小説家。

## 来歴
東京都生まれ。國學院大學文学部文学科卒。出版社勤務を経て、1990年「夜の道行」で小説推理新人賞を受賞。時代物シリーズを始めとする著書多数。

## 著書
- 浜町河岸夕暮れ 市蔵、情けの手織り帖 双葉社 1991.8　のち文庫
- かんざし図絵 双葉社 1993.3  のち文庫
- 永代橋、陽炎立つ 江戸仇討模様 双葉社 1996.7  のち文庫
- 二夜の月 双葉社 1997.7  のち文庫
- 落日の兇刃 祥伝社 1998.9 (ノン・ポシェット)
- 北辰の剣 千葉周作開眼 1998.12 (祥伝社文庫)
- 逃亡者 講談社 1998.12  のち文庫
- 札差市三郎の女房  角川春樹事務所 2000.6　のち文庫
- 大川端ふたり舟 霊岸島捕物控 学習研究社 2002.7  のち文庫
- 新川河岸迷い酒 霊岸島捕物控 学習研究社 2003.10  のち文庫

- 南町同心早瀬惣十郎捕物控 (ハルキ文庫) 
  - 夕暮れの女 2002.2
  - 伽羅千尋 2004.11
  - 鬼心 2005.11
  - 雪しぐれ 2007.1
  - 霊岸島の刺客 2007.12
  - わすれ形見 2008.12
  - 四つの千両箱 2009.11

- 主税助捕物暦 (双葉文庫) 
  - 夜叉追い 2004.10
  - 天狗斬り 2005.7
  - 麒麟越え 2006.4
  - 虎狼舞い 2007.3
  - 怨霊崩し 2008.5
  - 紅鸞突き 2009.4
  - 鮫鰐裁ち 2009.10
  - 玄武斃し 2010.3

- 追跡 講談社 2005.5

- 本所竪川河岸瓦版 (学研M文庫)
  - 冬花火 2005.6
  - ビードロ風鈴の女 2006.9
  - 花燈籠 2007.11
  - 紅の雁 2008.8

- 仇討青鼠 火盗改メ異聞 2008.4 (徳間文庫)

- 首斬り浅右衛門人情控 (祥伝社文庫) 
  - 首斬り浅右衛門人情控  2008.9
  - 莫連娘 2009.7
  - 安政くだ狐 2009.12

- 永代橋の女 へっぴり木兵衛聞書帖 2009.8 (学研M文庫)   
  - 水面の月 2010.1

- 恋の辻占 槍の文蔵江戸草紙 2010.7 (学研M文庫) 
  - 残り螢  2010.11
  - 命の女 2011.4

- 蕎麦売り平次郎人情帖 (ハルキ文庫) 
  - 夏越しの夜 2010.8
  - 菊月の香 2011.2
  - 霜夜のなごり 2011.8
  - 母恋い桜 2012.2
  - 初螢の数 2012.7
  - 木枯らしの朝 2012.11

- 湯屋のお助け人 (双葉文庫) 
  - 菖蒲の若侍 2011.1　新装版 2021.9
  - 桃湯の産声 2011.3
  - 覚悟の算盤 2011.7
  - 待宵の芒舟 2011.11
  - 神無の恋風邪 2012.1

- 密命同心轟三四郎（コスミック時代文庫）
  - 空飛ぶ千両箱 2011.3　新装版 2018.12
  - 水底二千両 2012.4　新装版 2019.2

- 寺侍市之丞 2011.9（光文社時代小説文庫）
  - 孔雀の羽 2012.3
  - 西方の霊獣 2012.8
  - 打ち壊し 2013.3
  - 干戈の檄 2013.9

- お寧結髪秘録　秘花二日咲き 2011.10（静山社文庫）

- 棒手振り同心事件帖（学研M文庫）
  - 初水の夢 2011.12
  - 皐月の風 2012.5
  - 秋の声 2012.10

- 戸隠秘宝の砦（小学館文庫）
  - 吉原惣籬 2012.2
  - 気比の長祭り 2012.3
  - 光芒はるか 2012.4

- 駆け出し同心・鈴原淳之助（双葉文庫） 
  - 赤鍔の剣 2012.9
  - 恵方の風 2013.2
  - 千俵の船 2013.8
  - 霧降の朝 2013.11
  - 権現の餅 2014.2

- 若殿見聞録（ハルキ文庫）
  - 徳川家慶、推参 2013.2
  - 逆臣の刃 2013.7
  - 秋風渡る 2013.11
  - 閏月の嵐 2014.3
  - 東照宮、拝礼 2014.7
  - 家慶の一歩 2014.11

- 花冷えの霞 船頭岡っ引き控 2013.3（学研M文庫）
  - 秋の調べ 2013.9

- 夏初月の雨 へっつい河岸恩情番屋 2013.4（コスミック時代文庫）
  - 鬼灯のにおい 2014.4

- 神楽坂化粧暦 夕霞の女 2014.8（宝島社文庫）

- 入り婿侍商い帖 2014.9（富士見新時代小説文庫）
  - 水運のゆくえ 2014.10
  - 女房の声 2015.2
  - 関宿御用達 2015.5（角川文庫）
  - 関宿御用達 2 2015.10（角川文庫）
  - 関宿御用達 3 2016.2
  - 出仕秘命 1 2016.8
  - 出仕秘命 2 2016.11
  - 出仕秘命 3 2017.3
  - 大目付御用 1 2017.8
  - 大目付御用 2 2017.11
  - 大目付御用 3 2018.3
  - 凶作年の騒乱 1 2018.9
  - 凶作年の騒乱 2 2018.10
  - 凶作年の騒乱 3 2019.2
  - 外伝青葉の季節 2019.5

- 札差高田屋繁昌記（ハルキ文庫） 
  - 若旦那の覚悟 2015.3
  - 生きる 2015.6
  - 兄の背中 2015.11

- 次男坊若さま修行中（コスミック時代文庫）
  1. 初雷の祠 2015.4
  2. 願いの錦絵 2016.9
  3. 名月の出会い 2017.5

- 雇われ師範・豊之助 借金道場 2015.7（双葉文庫）
  - ぬか喜び 2015.10

- 出世侍 2015.6（幻冬舎時代小説文庫）
  - 出る杭は打たれ強い 2015.12
  - 昨日の敵は今日も敵 2016.6
  - 正直者が損をする 2017.6
  - 雨垂れ石を穿つ 2017.12

- 雇われ師範・豊之助（双葉文庫、双葉社）
  - 瓢簞から駒 2016.3
  - 家宝の鈍刀 2016.12
  - 泣き虫大将 2017.4
  - 鬼婆の魂胆 2017.7

- 長谷川平蔵人足寄場 平之助事件帖（小学館文庫、小学館）
  1. 憧憬 2016.10
  2. 決意 2017.5
  3. 死守 2018.7

- おれは一万石（双葉文庫、双葉社）
  - おれは一万石 2017.9
  - 塩の道 2017.10
  - 紫の夢 2018.2
  - 麦の滴 2018.4
  - 無節の欅 2018.5
  - 一揆の声 2018.8
  - 定信の触 2018.11
  - 囲米の罠 2019.3
  - 贋作の謀 2019.7
  - 無人の稲田 2019.8
  - 繰綿の幻 2019.12
  - 慶事の魔 2020.3
  - 訣別の旗幟 2020.7
  - 商武の絆 2020.8
  - 大奥の縁 2020.12
  - 出女の影 2021.3
  - 金の鰯 2021.7
  - 大殿の顔 2021.8

- 下り酒一番（講談社文庫、講談社）
  - 大店の暖簾 2018.6
  - 分家の始末 2019.1
  - 献上の祝酒 2019.6
  - 大酒の合戦 2020.4
  - 銘酒の真贋 2021.4

- 野分の朝 江戸職人綴（徳間文庫、徳間書店） 2018.9

- 髪結おれん 恋情びんだらい（KADOKAWA） 2019.9

- 新・入り婿侍商い帖（角川文庫、KADOKAWA）
  - 1 新・入り婿侍商い帖 2019.10
  - 2 嫉妬の代償 2019.11
  - 3 二つの祝言 2020.2
  - 遠島の罠 1 2020.5
  - 遠島の罠 2 2020.9
  - 遠島の罠 3 2021.2
  - 古米三千俵 1 2021.6

- 出世商人（文春文庫、文藝春秋）
  1. 2020.10
  2. 2020.11
  3. 2021.5

- 追跡（講談社文庫、講談社） 2021.1

## 参考
- 文藝年鑑